# Coreno Ausonio
Coreno Ausonio è un comune italiano di 1 483 abitanti, il più meridionale della provincia di Frosinone nel Lazio.

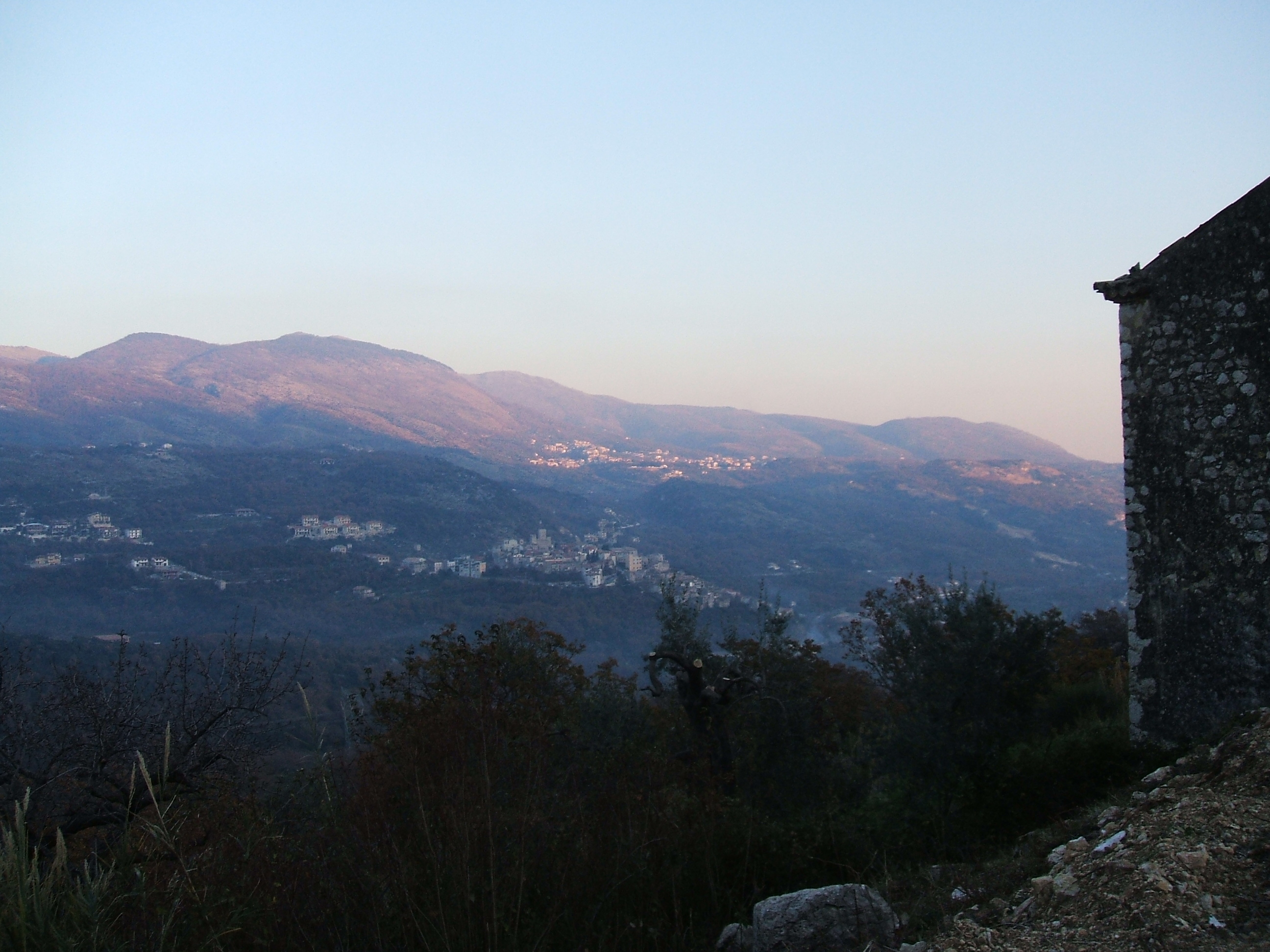
Vista panoramica di Coreno Ausonio da Ausonia

## Geografia fisica

### Territorio
Coreno Ausonio si trova a 318 m s.l.m. su un altopiano posto sul fianco sud-ovest del Monte Maio (940 m s.l.m.), una delle cime dei monti Aurunci orientali. L'abitato non dispone di un unico centro storico, ma è diviso nei suoi caratteristici antichi rioni, costruiti di solito intorno a un solo casale originario che s'ingrandiva, stanza dopo stanza, per via dell'incremento demografico delle famiglie.
Il territorio comunale presenta le caratteristiche di un territorio montano che digrada in collinare, con un andamento da nord-est a sud-ovest. Le altre cime dei monti Aurunci, presenti nel territorio, sono il monte Rinchiuso (778 m), il monte Feuci (830 m) e il monte Reanni (554 m).

### Clima
Il comune non ha ufficialmente una stazione meteorologica di riferimento.
Classificazione climatica: zona D, 1717 GR/G

## Origini del nome
Il primo documento in cui compare la parola Coreno è un diploma di Carlo Magno del 787, in cui si parla di un’antichissima Villa Coreni, tuttavia resta problematico accertare da dove esso derivi e quale sia il vero significato etimologico del toponimo Coreno. A tale proposito, nel corso degli anni, sono state proposte varie ipotesi: una farebbe risalire il toponimo Coreno dal nome Kore (dea greca degli inferi) e Janus (dea della fertilità); un'altra, lo farebbe derivare dal latino Corenius, nome proprio di persona, forse di un antico abitante, o di un'antica famiglia ausona o aurunca.
Una terza ipotesi sull'origine del toponimo vorrebbe far derivare il nome, direttamente o indirettamente, dall'ancora più lontano (perché greco) korine(m) o korune, la clava di Ercole. Si racconta, infatti, che le fondamenta e i resti di un magnifico tempio in pietra locale dedicato proprio al semi-dio greco Eracle, venerato in zona dagli antichi abitanti pagani, siano stati rinvenuti relativamente di recente, e poi persi di nuovo, a poca distanza dal centro abitato, nelle campagne di Coreno. C'è chi vorrebbe far coincidere il sito con l'acropoli dell'antica Ausona.
La quarta ipotesi farebbe derivare il nome Coreno dal greco, kora+oinou, regione o terra del vino, e fino a qualche tempo fa era la più accreditata. Benché le coltivazioni di viti presenti sul suo territorio siano oggi tutte o quasi in completo stato di abbandono, è possibile supporre che in epoca romana Coreno potesse essere parte dell'areale di produzione degli ottimi vini Falernum o Cecubo.

## Storia

### Le origini
Le primi origini di insediamento umano sul territorio corenese risalgono all'età romana; fin dall'epoca era infatti noto l'uso della locale pietra calcarea, oggi detta "Perlato Royal Coreno". Essa fu utilizzata per la realizzazione della via Appia, della Via Ercolanea, di colonne e strade di Pompei, dell'anfiteatro dell'antica città di Minturnae e anche, in epoca più recente, per erigere l'Abbazia di Montecassino. I romani riuscirono a conquistare il territorio dopo lunghe lotte, solo alla fine della Seconda guerra sannitica, nel 313 a.C.
Nel 744 il duca di Benevento Gisulfo II donò all’abbazia di Montecassino un vasto territorio già appartenente al gastaldato di Aquino, il quale comprendeva le locali montagne: Costa Carosa, Monte Maio, Monte Feuci, Monte Faito. A quel tempo Coreno non esisteva, ma esistevano certamente le contrade Serras e Casalis. Intorno al 1000 il territorio di Coreno era costituito da tre contrade: Casale Acquevive, Centro e Villa di Casale, abitate da famiglie di pastori e contadini provenienti dalla vicina Fratte. Nel tempo, e per effetto del pur lento incremento demografico, essi costruirono altri borghi di pietra, quelli che divennero poi i rioni di Coreno designati dai nomi delle "primordiali" famiglie edificatrici, oltre a numerosi altri casali, mantre e caselle disseminate su tutto l'attuale territorio collinare e montano di Coreno.
Tuttavia il nome del paese ancora non appariva quando, nel 1158, Papa Adriano IV menzionò i centri abitati e le chiese soggetti alla giurisdizione del vescovo di Gaeta Giacinto, che terminava poco oltre le Fratte.
Le origini di quello che sarà l’abitato definitivo di Coreno si possono forse fissare agli inizi del XV secolo. Infatti, risalirebbe al 1447 un primo computo ufficiale (censimento) delle famiglie esistenti in paese, al momento della prima numerazione dei fuochi, fatta eseguire dal re Alfonso d’Aragona. La villa di Coreno (il centro), all'epoca aveva 54 fuochi corrispondenti a circa 270 abitanti, la villa di Acquaviva aveva 16 fuochi (ca. 80 abitanti), mentre la villa di Casale aveva 17 (circa 85 abitanti): il totale risultava essere di 87 fuochi (abitazioni) e 435 abitanti.

### La Peste a Coreno nel 1656

#### Cronaca di un’epidemia devastante
Dalla Platea Ruggiero, redatta dal sacerdote don Francesco Ruggiero, alla metà del XVII secolo, si apprende che nel XVI secolo a Coreno una piccola cappella votiva fu dedicata a Maria SS. della Civita. Si sarebbe trattato di un tempietto votivo, e venne sicuramente eretto ante 1518. Dopo la prima costruzione andò distrutto in seguito a eventi bellici, e fu ricostruito in contrada Cardito; probabilmente fu edificato già nel 1503, per celebrare la cessazione della pestilenza di quell'anno. È noto, infatti, che il flagello pestilenziale apparve più e più volte nelle contrade di Coreno, durante il XVI e il XVII secolo, seminando ovunque dolorosi lutti. Tuttavia, l'epidemia più dolorosa e letale fu quella del 1656. Sempre il sacerdote don Francesco Ruggiero descrisse così la tragica pestilenza: "Cominciarono a morire di maggio, ad uno ad uno, ed essendo arrivati lì 20 giugno ne morirono tre, nel qual giorno furono seppelliti l'Arciprete Lopez e Don Francesco Ruggiero, mio zio. Da quel giorno cominciò ad avanzarsi la morte che morivano 15-18-24 al giorno... Durò tale strage fino alli 16 di agosto, nel qual giorno morirono sette persone e non più." Pare che a Coreno, a causa della particolare virulenza dell'infezione, morì oltre il 70% della popolazione. Questa percentuale, proiettata su scala europea, renderebbe plausibili le stime spaventose di chi paventava la morte di due terzi della popolazione d'Europa. I decessi a Coreno furono ripartiti, sempre secondo il resoconto di Francesco Ruggiero, tra 537 morti certi, perché "di letto", e 234 morti in campagna e "non annotati". Alla fine le vittime furono quindi in totale 771. Tenendo conto che gli abitanti del paese intero, all'epoca, erano 1 085, si trattò di una vera e propria strage. La popolazione fu decimata e Coreno rimase quasi spopolato, con soli 314 abitanti. In totale le abitazioni "vacue" (che rimasero vuote, senza inquilini) furono cinquantatré e un intero casale, i Lormi, rimase completamente disabitato e deserto. 

### Brigantaggio e Banditismo

#### Scenografia del fenomeno
Dal 1655, e fino al 1882, il territorio di Coreno è stato certamente, nel Lazio, una delle sedi maggiormente nevralgiche per la nascita e, soprattutto, per lo sviluppo e la diffusione, sia del banditismo, che del fenomeno del brigantaggio. Essendo il territorio di Coreno molto vasto e prevalentemente montano, esso fu giudicato particolarmente adatto a favorire la rapida ritirata delle bande di malviventi di ritorno dalle loro scorribande. Esso, anzi, favoriva eccezionalmente l'alternanza di sortite veloci a repentine ritirate strategiche. Ciò avveniva, in special modo, in quei casi in cui la ritirata delle bande si ritenesse necessaria a causa delle spedizioni di squadre armate di miliziani, di civili o miste, mirate alla loro repressione, che le autorità organizzavano con sempre maggiore frequenza e con sempre maggiore spiegamento di forze, soprattutto quando le notizie delle sortite banditesche arrivavano con tempestività. In questi casi le stesse autorità, con l'intento evidente di operare un giro di vite nella repressione dell’illegalità, tentavano subito una veloce reprimenda, ordinando che le squadre armate si mettessero immediatamente sulle orme dei briganti giudicati in vulnerabile ritirata. Il primo decennio del XIX secolo fu fortemente caratterizzato dalle imprese del più famoso tra i briganti pre-unitari, Michele Pezza da Itri detto Fra Diavolo, che raccolse, tra Coreno e Fratte, la ragguardevole somma di 200 ducati, formando anche una compagnia di 93 uomini armati. 

### La Linea Gustav
Durante la seconda guerra mondiale, il territorio di Coreno fu attraversato dalla Linea Gustav. Per interessamento dell'amministrazione comunale e con l'aiuto fattivo e determinante di alcuni giovani del posto, appassionati raccoglitori di militaria, in zona Pozzi è stato provvisoriamente ospitato (all'interno dei locali dell'ex-mattatoio comunale) il Museo della Linea Gustav. L'allestimento offre una testimonianza bellica di notevole spessore: è infatti ricchissimo di mostreggiature, fregi, distintivi, gradi, uniformi, granate, bombe, proiettili, zaini, gavette, fotografie e documenti originali. È in mostra tutto l'equipaggiamento dei militari di tutte le forze armate che hanno partecipato agli scontri bellici, raccolto in numerose perlustrazioni sui luoghi dei combattimenti per poi essere schedato ed interpretato in maniera certosina, e infine esposto all'osservazione e alla curiosità dei visitatori, spesso ignari della violenza e della banalità della guerra. Il museo si può visitare previa prenotazione, telefonando e contattando gli uffici comunali.

## Monumenti e luoghi d'interesse

### Architetture religiose
- Chiesa di Santa Margherita (1445)
- Chiesa di Santa Maria della Quercia (1649)
- Chiesa di San Sebastiano (1563)
- Chiesa di Sant'Erasmo (1705)
- Chiesa di Santa Croce (VIII secolo)
- Chiesa di San'Eleuterio (XVII secolo)

#### Chiesa di Santa Margherita

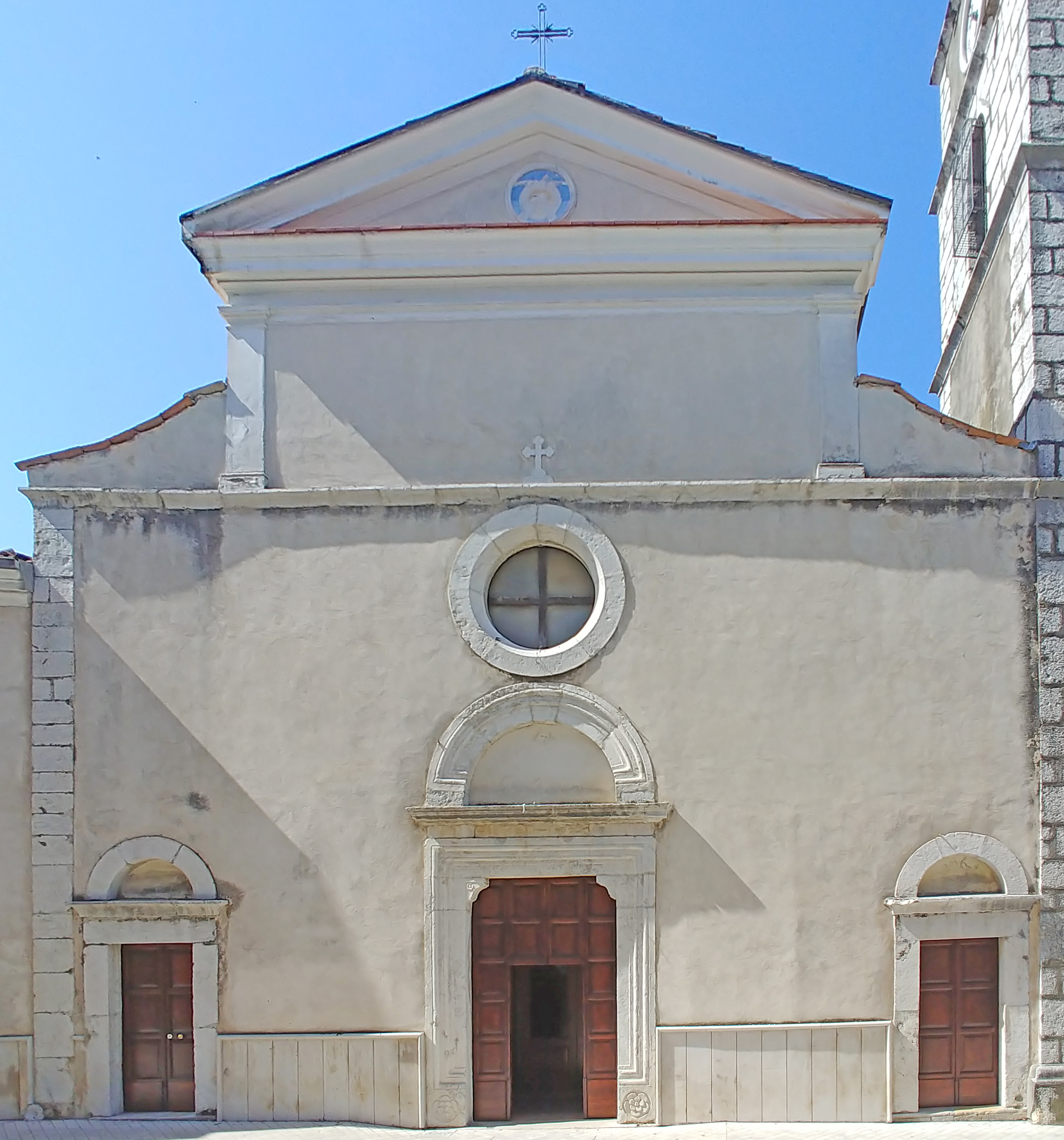
La facciata della chiesa di Santa Margherita

La chiesa venne costruita a Coreno verso la fine del Trecento. Tuttora è il principale luogo di culto cattolico del paese. Giovanni Porcaro da Roma, appartenente a un'abbiente famiglia romana e da tempo rifugiato a Coreno, nel 1292, con suo pubblico testamento aveva offerto il suolo per la costruzione di una chiesa di cui il rione Piazza era sprovvisto, ma ancora nel 1395 pare che l’opera non fosse iniziata. Benedetto e Giovanni Stabile e Nicola Orlando, per il fatto che gli abitanti di questo casale distassero dalla Chiesa Parrocchiale di S. Michele Arcangelo di Fratte circa due miglia ed era quindi molto disagevole recarvisi per i doveri religiosi, chiesero al Cardinale di S. Pudenziana Bartolomeo Uliari, legato apostolico nel Regno di Napoli residente a Gaeta, l'assenso per l’edificazione di una chiesa, le cui spese dichiararono di voler sostenere con mezzi propri e confidando anche nel concorso del popolo. Con Bolla del 24 ottobre 1395 l’alto Prelato espresse il pieno assenso per la lodevole iniziativa. Il lavoro della chiesa durò 50 anni e solo il 15 marzo 1445 Mons. Iacobo vescovo di Gaeta poté erigere la parrocchia di S. Margherita della terra di Coreno, che contava in quel tempo circa 400 abitanti. Al XV secolo, invece, risale la disputa con Fratte, per la separazione delle parrocchie e l'amministrazione autonoma della giustizia, concretizzatesi con la redazione di uno statuto comunale solo nel 1591.

### Architetture civili
- Monumento per la Pace in località Marinaranne (eretto nel maggio del 1994)
- Monumento ai Cavatori (eretto il 3 dicembre 2004)
- Monumento ai Caduti di Tutte le Guerre, in Piazza Umberto I (eretto nel 2000, su progetto dell'architetto Pasquale Cardillo Piccolino)
- Monumento al gemellaggio, dono della città polacca di Błonie in occasione dei 20 anni di gemellaggio (eretto il 9 giugno 2022)
- Monumento agli emigrati (eretto il 16 febbraio 2025)

### Altro

#### L'Antica Via Serra
Originariamente l’antica Via Serra era un angusto e ripido tratturo in pietra, nato per collegare l’abitato di Coreno Ausonio, posto in collina a 318 m s.l.m., con la sua campagna, posta lungo la valle dell’Ausente. Si percorreva a piedi o a dorso di mulo. Oggi se ne possono visitare e percorrere solo alcuni brevi tratti che si tenta di conservare e far sopravvivere come eredità del passato rurale del paese e degli avi costruttori di strade. L'antica Via Serra è stata censita dal FAI - Fondo per l'Ambiente italiano, inserita e votata nella classifica dei Luoghi del Cuore 2020.
Le Scalette
Le Scalette collegano la parte alta del paese a quella bassa, la parte vecchia, più antica, a quella nuova, più moderna, con un camminamento di ampi gradini chiusi tra due muretti paralleli. Partano all'incirca a metà di via IV Novembre e, salendo a zig-zag per i prati e per gli orti della collina, sbucano in un vicolo che sta, più o meno, a metà del percorso di via Roma, poco prima del punto dove quest'ultima incrocia perpendicolarmente via Silvio Pellico.

### Siti archeologici
La Grotta delle Fate
Nel territorio del comune di Coreno è perfettamente conservata la cosiddetta “Grotta delle Fate”. Al suo interno è presente una vasca, destinata forse ad abluzioni sacre legate al culto della dea Marìca (i resti del tempio dedicato a questa dea delle acque si trovano a pochi km di distanza, presso la foce del fiume Garigliano). È probabile che la vasca non sia un sarcofago, come affermato troppo frettolosamente in passato. Ubicata in un antro posto ai piedi di uno sperone roccioso del Monte Schiavone, scavato e scolpito a scalpello nella roccia calcarea, la grotta viene da molti considerata un sito archeologico antichissimo, databile intorno al VIII-VII secolo a.C. Ricorda alcune delle cosiddette domus de janas ("Case delle Fate") sarde, che alcuni archeologi sostengono siano state scavate intorno alla metà del IV millennio a.C. durante il periodo in cui sull'isola si sviluppò la Cultura di San Ciriaco (Neolitico recente, 3400-3200 a.C.).
Con la Cultura di Ozieri (Neolitico finale, 3200-2800 a.C.), si diffusero in tutta la Sardegna, ad eccezione della Gallura. La presenza, anche sul territorio di Coreno, di una grotta molto simile alle domus de janas, chiamata appunto da tempo immemorabile “La Grotta delle Fate”, insieme ad altri elementi, come le similitudini esistenti fra i due dialetti (il sardo e il corenese) porterebbe a ipotizzare che in epoca preromana alcuni esploratori sardi possano essere approdati sulle coste della Riviera d’Ulisse e, proseguendo fino all’interno del territorio aurunco, si siano poi insediati alle falde del Monte Maio, dando origine a una comunità artefice del manufatto. Se tutto ciò fosse accertato, retrodaterebbe di alcuni secoli la data di nascita di Coreno, che la storiografia moderna ritiene fondato, intorno all’inizio dell’VIII secolo del primo millennio da pastori ausoniesi (o frattesi), spintisi su quello che era già territorio di Ausonia (l'antica Aùsona, una delle città della Pentapoli aurunca), anzi era sua “…villa, casalis et pertinentia”.

### Pozzi di Coreno ("Le Puzzola")
“Dal muretto ove siamo seduti, le cisterne sotto sembrano tombe. Una specie di cimitero arabo, perché appunto con mucchi di pietre gli arabi indicano sul terreno il posto in cui seppelliscono. Ma vi sono alberi di acacia a ingentilire il luogo e i ragazzi giocano nel breve spazio che le raccoglie. Finché arrivano donne e pare che rechino offerte: una infila la mano nel seno e caccia una chiave, si china sulla lastra di ferro che chiude sopra il tumulo, ne fa scattare il lucchetto, la solleva, sale sul rialzo. Un'altra donna le passa un secchio legato a una fune e lei lo cala dentro. Si sente l’urto contro l’acqua, i ragazzi accorrono e a turno si dissetano bevendo dal secchio tirato su colmo, a grandi bracciate, dalla padrona che poi comincia a riempire le conche, i vasi, i mastelli, i barili posati attorno a lei. Le donne discorrono quietamente; son sicure della propria razione. Ha piovuto molto nei giorni passati e i pozzi sono pieni. Tuttavia mai restano aperti; alcuni sono padronali, altri del municipio e le chiavi di questi custodite dalla guardia comunale.”
In paese, in un rione anticamente chiamato Pozzi, tra i casali Piazza e Stavoli, in una vasta area pubblica, erano stati edificati in pietra viva da tempo immemorabile una ventina di pozzi, alcuni pubblici altri privati, dei quali molti presenti in situ ancora oggi, restaurati e potenzialmente agibili. In ogni caso, pur avendo un pozzo, approvvigionarsi d'acqua non era per niente agevole. La preziosa materia liquida doveva essere attinta a mano dai pozzi, calando il secchio con una fune di strame (a proposito, la trasformazione e la lavorazione dello strame era un'altra povera risorsa economica del tempo in tutta la zona che ricadeva sotto il nome di Alta Terra di Lavoro) attraverso una bocca di luce, oppure nel migliore dei casi, con una rudimentale pompa a mano, e spostata con contenitori non troppo grandi – in genere di coccio, zinco o rame –, perché fossero poco pesanti, quindi facilmente trasportabili da donne o, addirittura, da bambini (essendo gli adulti maschi non disponibili perché impegnati tutti nei lavori agricoli o al pascolo degli ovini). L'acqua, così faticosamente recuperata e attinta, doveva essere filtrata alla meglio (attraverso un canovaccio e un setaccio) e infine trasportata fin dove serviva. Non era certamente sprecata inutilmente, ma riservata e utilizzata con parsimonia e solo in caso di vera necessità, come ad esempio per lavare le poche stoviglie e gli abiti migliori, magari da indossare la domenica, ed ovviamente per dissetare sia le persone sia le bestie. Solo dopo, forse, poteva essere utilizzata, in una modica quantità, anche per l'igiene personale. La natura agricola di gran parte dell’economia dell'epoca richiedeva anche un minimo d’irrigazione, sia in campagna sia negli orti domestici, oltre all'acqua, naturalmente, necessaria alla sopravvivenza degli animali.

### Aree naturali
L'ulivo monumentale di Coreno
All'interno di una proprietà privata, poco lontano dal centro del paese, si trova un ulivo molto antico. In realtà gli ulivi sono due, con forme, dimensioni e caratteristiche diverse, ma probabilmente coevi, molto vicini l'uno all'altro, ed entrambi ancora fruttificano. Non esistono stime approssimative della loro età, forse di 1 000 o addirittura di 2 000 anni. Tuttavia, per certificare scientificamente l'età dei due monumenti naturali non è possibile una datazione con la conta degli anelli del tronco, né si può cercare aiuto dallo studio dell'ambiente circostante, dato che intorno agli alberi non sono stati trovati reperti archeologici, ma ci sono solo edifici di recente costruzione.
A fare fede sul fatto che gli ulivi siano pluricentenari ci sono solo i primi documenti consultabili che si riferiscono alla probabile nascita di Coreno e che risalgono alla seconda metà del VII secolo d.C., mentre le prime notizie certe del paese risalgono all'anno 1000. È possibile comunque una datazione per analogia, e l'analisi e lo studio botanico di altri ulivi monumentali simili (ad esempio dell'ulivo di Vouves, sull'isola di Creta) potrebbero riportare ancora più indietro (rispetto alle stime di 1 000 o 2 000 anni) l'età degli ulivi monumentali di Coreno.

## Società

### Evoluzione demografica
Abitanti censiti

### Religione
- Chiesa cattolica: Coreno Ausonio ricade nell'arcidiocesi di Gaeta.

### Lingue e dialetti
Per la parlata corenese, come per quella dei comuni circonvicini, valgono le seguenti considerazioni: appartenenza ai dialetti altomeridionali, con presenza di elementi di raccordo con i dialetti mediani, soprattutto a livello di vocalismo. In questo dialetto, si ha la presenza della preposizione "re" (di) al posto di "de" dei comuni vicini, e il particolare sviluppo -th- prima di alcune vocali. Si ha così "Corenhe" (Coreno), "vetthie" (vecchi), "thiune" (più), "iatthu" (gatto), "fatthu" (fatto).

### Tradizioni e folclore
- Festeggiamenti di Santa Margherita, 20 luglio
- Palio delle Contrade, prima domenica di agosto
- La Serra - trimestrale di vita corenese (dal 1986)

## Cultura

### Istruzione

#### Biblioteche
- Biblioteca Comunale "Antonio Corte", sita nei locali del Municipio, in Piazza Umberto I ed aderente al Sistema Bibliotecario Valle dei Santi.

### Eventi
- Carnevale corenese
- Palio delle Contrade e Corsa degli Asini

## Economia
Di seguito la tabella storica elaborata dall'Istat a tema Unità locali, intesa come numero di imprese attive, ed addetti, intesi come numero di addetti delle imprese locali attive (valori medi annui).
|                | 2015                  |                              |                            |                |                       |                     | 2014                  |                | 2013                  |                |
| -------------- | --------------------- | ---------------------------- | -------------------------- | -------------- | --------------------- | ------------------- | --------------------- | -------------- | --------------------- | -------------- |
|                | Numero imprese attive | % Provinciale Imprese attive | % Regionale Imprese attive | Numero addetti | % Provinciale Addetti | % Regionale Addetti | Numero imprese attive | Numero addetti | Numero imprese attive | Numero addetti |
| Coreno Ausonio | 109                   | 0,32%                        | 0,02%                      | 263            | 0,25%                 | 0,02%               | 113                   | 271            | 119                   | 310            |
| Frosinone      | 33 605                |                              | 7,38%                      | 106 578        |                       | 6,92%               | 34 015                | 107 546        | 35 081                | 111 529        |
| Lazio          | 455 591               |                              |                            | 1 539 359      |                       |                     | 457 686               | 1 510 459      | 464 094               | 1 525 471      |

Nel 2015 le 109 imprese operanti nel territorio comunale, che rappresentavano lo 0,32% del totale provinciale (33 605 imprese attive), hanno occupato 263 addetti, lo 0,25% del dato provinciale; in media, ogni impresa nel 2015 ha occupato poco più di due addetti (2,41).

### Industria
Il motore dell'economia della comunità è, senza dubbio, lo sfruttamento della pietra calcarea: sotto forma del pregiato marmo denominato Perlato Royal Coreno. Da 60 anni, sul territorio sono presenti molte cave di estrazione, segherie e agenzie di trasporto che si occupano della sua escavazione, della lavorazione e del trasporto, anche a livello internazionale.
Dopo un trentennio di iniziale successo, negli ultimi anni, purtroppo, molte cave e segherie sono entrate in crisi, per effetto della crisi economica mondiale, degli aumentati costi di escavazione, della concorrenza nazionale e internazionale, per la mancanza di un'adeguata programmazione, per errori di marketing e di comunicazione. Oltre a un ridimensionamento della produzione, la crisi ha avuto anche l'effetto di una diversificazione dello sfruttamento dei giacimenti e una modificazione degli stessi sistemi di escavazione e lavorazione del marmo.
Sono così comparsi i primi frantoi, nei quali la pietra calcarea informe, non suscettibile di altro sfruttamento economico, viene triturata, a volte perfino polverizzata, per poter essere utilizzata, sotto questa nuova forma, nell'industria delle costruzioni e finanche nell'industria cosmetica.
Questa attività, relativamente nuova, potrebbe contribuire al rilancio del bacino marmifero in difficoltà, ma anche avere dei risvolti positivi sul ripristino dei luoghi soggetti alla escavazione, incentivando gli imprenditori a cercare materiale da sfruttare, non dalla escavazione tout court, ma dal recupero dei cosiddetti "sfridi". Essi erano depositati e "dimenticati" nelle discariche a cielo aperto che, accessorio irrinunciabile delle originarie miniere, anch'esse a cielo aperto, contribuivano a deturpare il bel paesaggio collinare.

### Agricoltura
Rimane inattuata da anni un'auspicata pianificazione e diversificazione degli obiettivi economici del paese. L'attività agricola è stata in gran parte abbandonata; le antiche figure dell'agricoltore e del mezzadro sono ormai scomparse. Tranne qualche rara eccezione, sul territorio comunale molti terreni appaiono incolti e abbandonati. Fra le varie attività economiche, l'antichissima e tradizionale vocazione agro-pastorale del territorio, la zootecnia, l'enogastronomia, la produzione e la lavorazione dei prodotti gastronomici tipici mostrano ancora buone potenzialità.

## Amministrazione
Nel 1862 il comune cambiò denominazione da Coreno a Coreno Ausonio.
Nel 1927, a seguito del riordino delle circoscrizioni provinciali stabilito dal regio decreto n. 1 del 2 gennaio 1927, per volontà del governo fascista, quando venne istituita la provincia di Frosinone, Coreno Ausonio passò dalla provincia di Terra di Lavoro a quella di Frosinone.

### Gemellaggi
- Błonie

### Altre informazioni amministrative
- Fa parte della XIX Comunità Montana "L'Arco degli Aurunci".